# 中道 (儒家)
中道是一種極求完善之學說，是中國文化中的一個基本理念。一種觀點認為「中國」亦由「中道」而名。中指的是對於事物道理的追求以及習得道理之後的存養。
孔子曰：「舜其大知也與！執其兩端，用其中於民，其所以為舜乎！」《中庸》：「喜怒哀樂之未發謂之中」，「中也者，天下之大本也。」求中道，要避免「過於」和「不及」。張其昀論中道，析「中」五義：一中正，二中和，三中庸，四中行，五時中。
孔子指出，中是君子所具有的德行，大部分人不能秉持中道。中表現在對理的不懈追求以及堅持上。因爲擔心因無知而不能遵循應該遵循的道理，秉持中道的人，對於未知的事物抱有恐懼，小心翼翼，唯恐偏離了中。平時時刻堅守中道，一個人獨處時也堅守中道，不因無人知曉而為所欲為。叫做慎獨。
顏回在儒家觀念中是執守中道的人。孔子稱贊他以中庸之道行事，了解了一件事物的“善”之後就會努力不忘。